# Bosch en Duin
Bosch en Duin ist ein Dorf in Zeist, einer Gemeinde in der niederländischen Provinz Utrecht. 
Das Dorf liegt im Norden der Stadt Zeist und grenzt im Osten an Huis ter Heide und im Norden an Den Dolder. Das Dorf besteht aus Villen mit großen Grundstücken, die von Wald umgeben sind. Es leben 1720 Einwohner (2021) in Bosch en Duin.
Um 1900 wurde Bosch en Duin bei vermögenden Kaufleuten, insbesondere aus Utrecht, beliebt, die hier ihre Ferienhäuser in einem klassischen Baustil und der Verwendung von Holz bauen ließen. Bekanntheit erlangte das Landgut De Horst der Industriellenfamilie Duyvis, entworfen von dem Architekten Karel de Bazel. Weitere bekannte Architekten haben hier Entwürfe realisiert, wie Gerrit Rietveld ein Haus für den Glaskünstler Andries Dirk Copier.
Der niederländische Journalist und Autor Willem Oltmans (1925–2004) wuchs in Bosch en Duin auf. Der Physiker und Nobelpreisträger Pieter Zeeman (1865–1943) ließ 1904/1905 in Bosch en Duin ein Sommerhaus bauen, die Villa Zonnehof. Der Komponist und Pianist Harry Bannink, der Mediziner Bob Smalhout, der Kabarettist, Sänger, Maler Toon Hermans und die Stadtplanerin Ursula von Petz waren bis zu ihrem Tod Einwohner von Bosch en Duin.

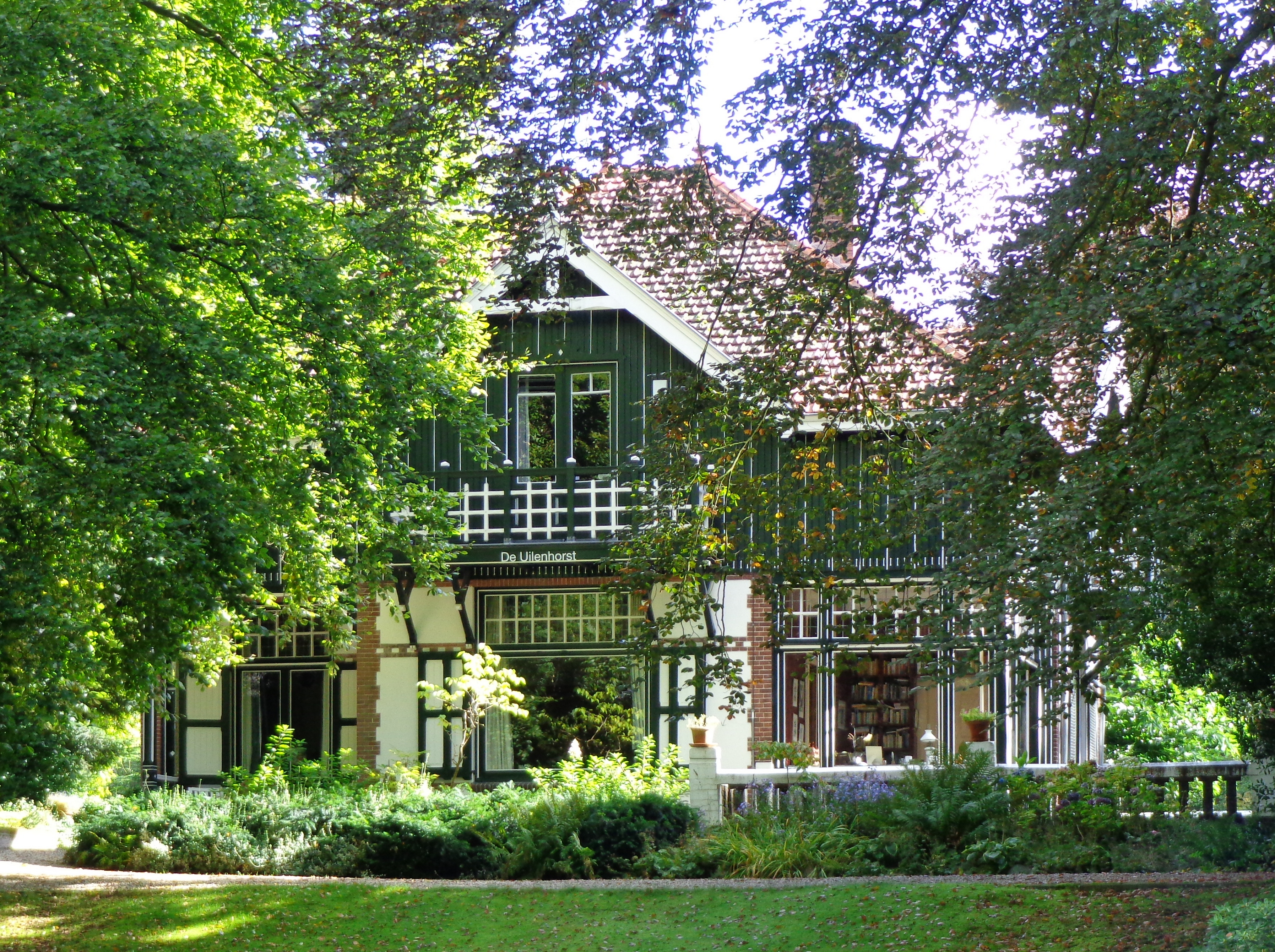
Villa De Uilenhorst (1904)
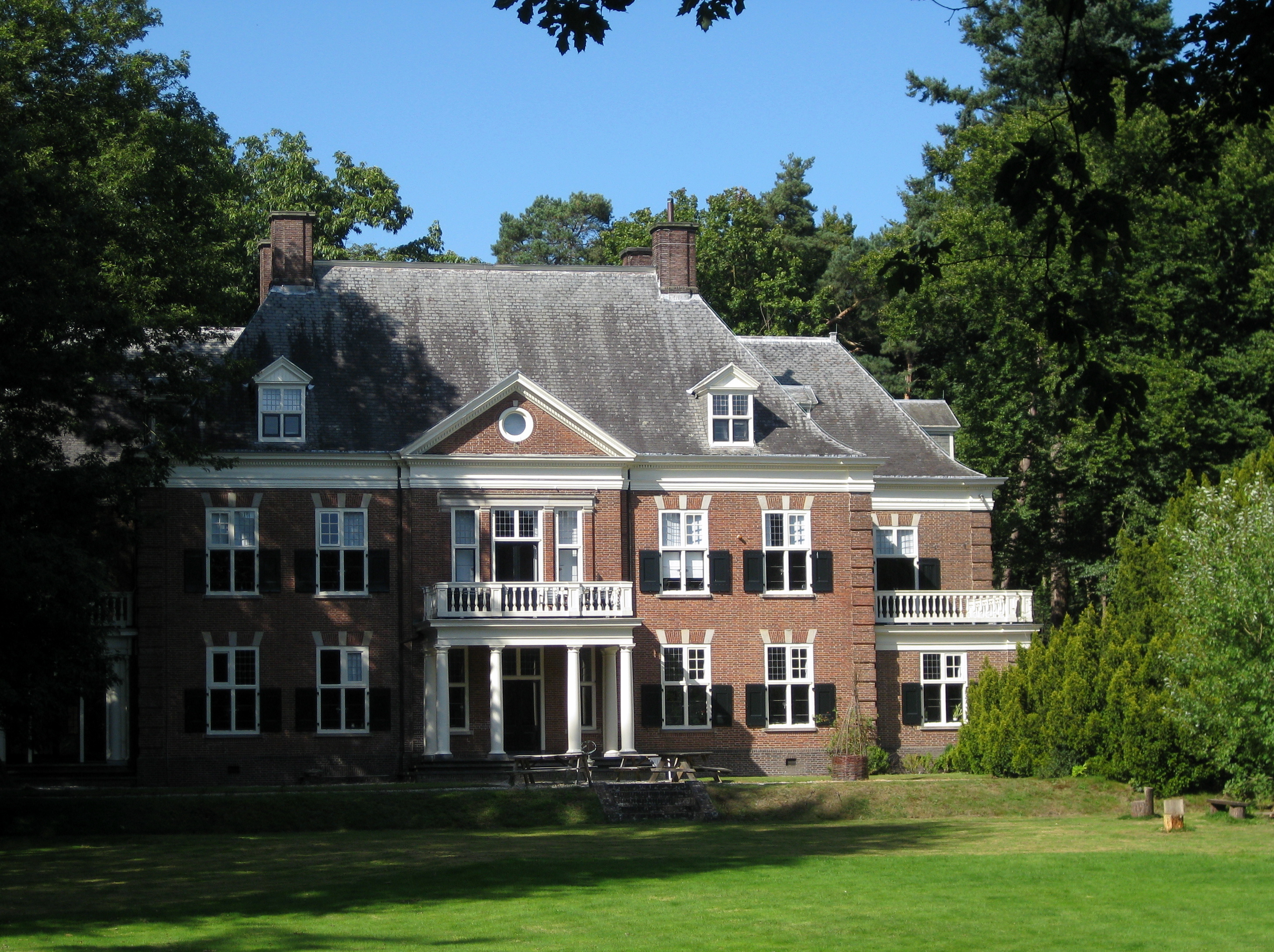
Huis Ter Wege (1905/1912)
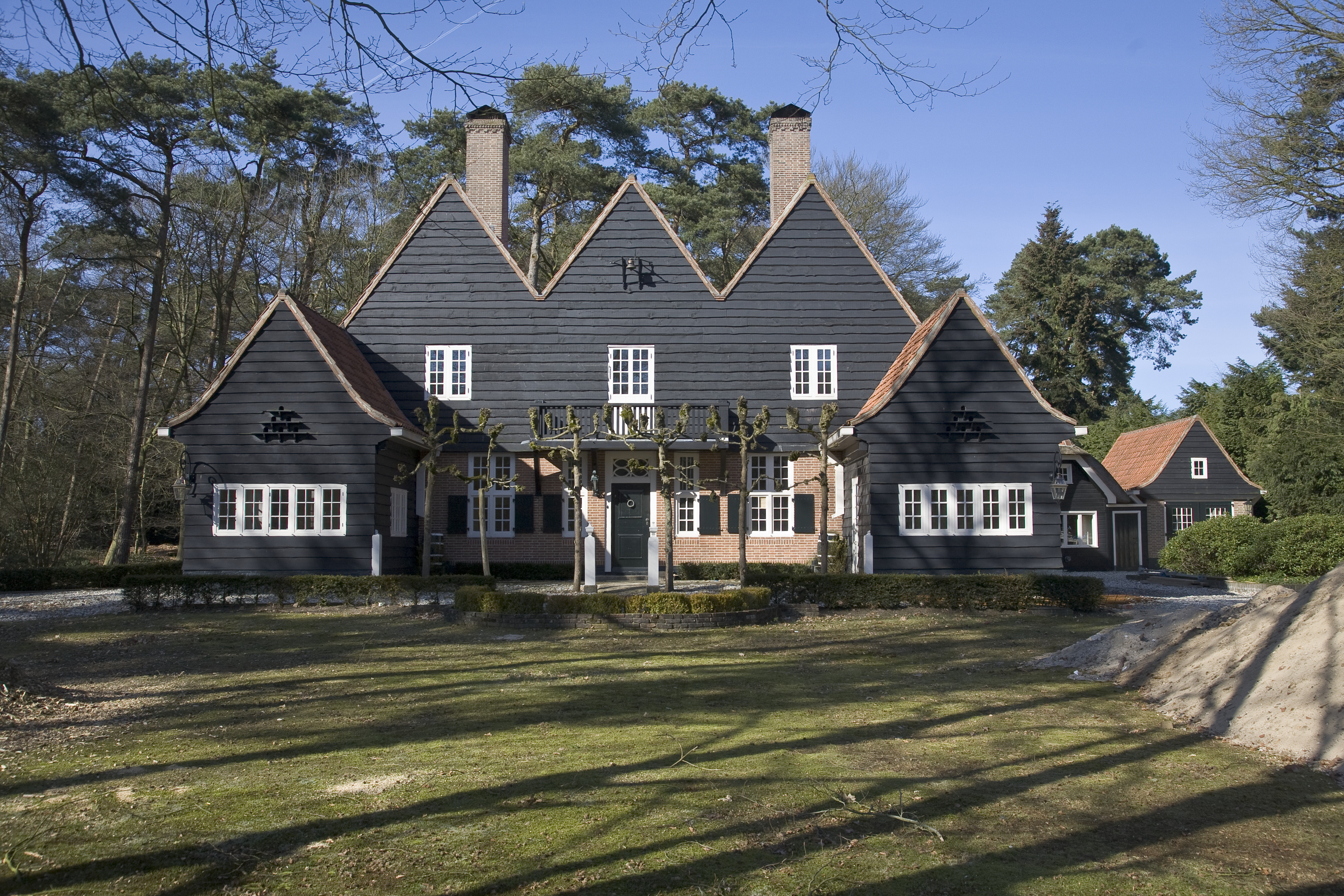
Villa Løvdalla  (1911) von Robert van ’t Hoff
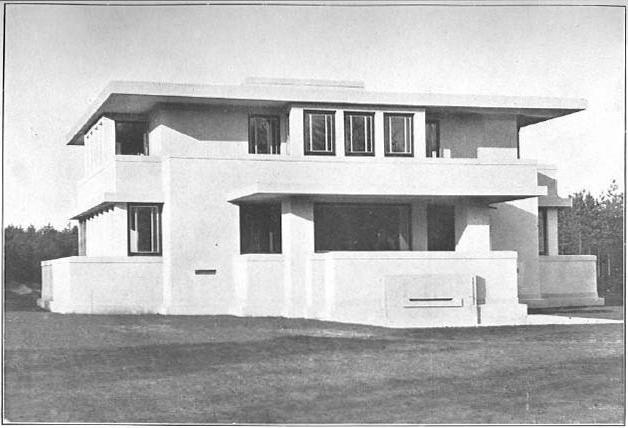
Villa Henny (1914–1916) von Robert van ’t Hoff